# شریف عبدالکاظم
شریف عبدالکاظم (انگلیسی: Shareef Abdul-Kadhim؛ زادهٔ ۷ ژوئن ۱۹۹۶) بازیکن فوتبال اهل عراق است.
از باشگاه‌هایی که در آن بازی کرده‌است می‌توان به باشگاه فوتبال نیروی هوایی اشاره کرد.
وی همچنین در تیم ملی فوتبال عراق بازی کرده‌است.